# Kause
Koordinaten: 58° 37′ N, 23° 38′ O
Kause ist ein Dorf (estnisch küla) in der Landgemeinde Lääneranna im Kreis Pärnu (bis 2017: Landgemeinde Hanila im Kreis Lääne) in Estland.

## Beschreibung
Der Ort hat 26 Einwohner (Stand 31. Dezember 2011).
Nahe dem Dorf liegt der Findling Ussikivi (zu Deutsch „Schlangenstein“). Er hat einen Umfang von 2,86 m. Der Stein aus Granitgneis steht seit 1958 unter staatlichem Schutz.